# Тор-Аджена
Тор-Аджена (англ. Thor-Agena) — американская ракета-носитель из семейства Тор. Образована добавлением к баллистической ракете средней дальности Тор второй ступени Аджена. Ракеты Тор-Аджена запускались с базы Ванденберг. Основным предназначением Тор-Аджены было выведение военных спутников на орбиты с высоким наклонением.

## Модификации
- Тор-Аджена-A
- Тор-Аджена-B
- Тор-Аджена-D
- Тор-SLV2A-Аджена-B
- Тор-SLV2A-Аджена-D

Применение усовершенствованной ступени Аджена-D и трёх стартовых ускорителей Кастор-1 позволило увеличить грузоподъёмность до 1,2 тонн на низкой орбите.

## История запусков
| Список запусков ракет «Тор-Аджена» | Список запусков ракет «Тор-Аджена» | Список запусков ракет «Тор-Аджена» | Список запусков ракет «Тор-Аджена» | Список запусков ракет «Тор-Аджена» | Список запусков ракет «Тор-Аджена» | Список запусков ракет «Тор-Аджена»                                          |
| № Запуска                          | Дата (UTC)                         | Тип и серийный номер ракеты        | Стартовая площадка                 | Полезная нагрузка                  | Результат                          | Примечания                                                                  |
| ---------------------------------- | ---------------------------------- | ---------------------------------- | ---------------------------------- | ---------------------------------- | ---------------------------------- | --------------------------------------------------------------------------- |
| 1                                  | 21 января 1959 года                | Thor-DM18 Agena-A №160             | Ванденберг 75-3-4                  | Дискаверер                         | Провал                             | Авария при предстартовой подготовке. Срабатывание второй ступени до старта. |
| 2                                  | 28 февраля 1959 года               | Thor-DM18 Agena-A №163             | Ванденберг 75-3-4                  | Дискаверер-1                       | Спорный успех                      | Сообщено об успешном выведении, однако спутник не был найден.               |
| 3                                  | 13 апреля 1959 года                | Thor-DM18 Agena-A №170             | Ванденберг 75-3-4                  | Дискаверер-2                       | Успех                              |                                                                             |